# Trekanten (Tvärbanan)
Trekanten är en spårvägshållplats på Tvärbanan. Den ligger på Lövholmsvägen i stadsdelen Liljeholmen i Stockholms kommun. Hållplatsen har fått sitt namn efter den närliggande sjön Trekanten. Den öppnades 1 juni 2000 i samband med att Tvärbanan öppnades mellan Liljeholmen och  Alvik.